# Île de Costaérès
L'île de Costaérès est un îlot appartenant à la commune de Trégastel dans les Côtes-d'Armor.
Dans le chenal du port de Ploumanac'h, elle fait face à l'anse Saint-Guirec entre l'île Renote et la pointe du phare de Ploumanac'h  sur la Côte de granit rose.
Le château de Costaérès est y posé.
L'îlot s'inscrit dans la zone protégée Natura 2000 Côte de granit rose-Sept-Îles.